# Czech Cycling Tour 2016
Die 7. Czech Cycling Tour 2016 war ein tschechisches Straßenradrennen. Das Etappenrennen fand vom 11. bis zum 14. August 2016 statt. Zudem gehörte das Radrennen zur UCI Europe Tour 2016 und war dort in der Kategorie 2.1 eingestuft.

## Teilnehmende Mannschaften
| UCI WorldTeams Cannondale-Drapac Pro Cycling Team | Lampre-Merida                                                  |                                                                 |
| UCI Professional Continental Teams Verva ActiveJet Pro Cycling Team CCC Sprandi Polkowice                                                              | Gazprom-RusVelo                                                | Team Novo Nordisk                                               |
| UCI Continental Teams Wallonie Bruxelles-Group Protect Team Felbermayr Simplon Wels Metec-TKH Continental Cyclingteam Parkhotel Valkenburg Continental | Klein Constantia Amplatz-BMC Tirol Cycling Team Unieuro Wilier | Whirlpool-Author Aisan Racing Team Beobank-Corendon Adria Mobil |

## Wertungstrikots
| Etappe         | Etappensieger       | Gesamtwertung       | Punktewertung  | Bergwertung       | Nachwuchswertung  | Bester Tscheche | Teamwertung       |
| -------------- | ------------------- | ------------------- | -------------- | ----------------- | ----------------- | --------------- | ----------------- |
| 1              | Cannondale-Drapac   | Sebastian Langeveld | nicht vergeben | nicht vergeben    | Jhonathan Narvaez | František Sisr  | Cannondale-Drapac |
| 2              | Sacha Modolo        | Wouter Wippert      | Sacha Modolo   | Philipp Walsleben | Jhonathan Narvaez | František Sisr  | Cannondale-Drapac |
| 3              | Diego Ulissi        | Diego Ulissi        | Diego Ulissi   | Philipp Walsleben | Michal Schlegel   | Karel Hník      | Lampre-Merida     |
| 4              | Baptiste Planckaert | Diego Ulissi        | Wouter Wippert | Philipp Walsleben | Michal Schlegel   | Karel Hník      | Cannondale-Drapac |
| Wertungssieger | Wertungssieger      | Diego Ulissi        | Wouter Wippert | Philipp Walsleben | Michal Schlegel   | Karel Hník      | Cannondale-Drapac |